# Mama Africa Women’s Museum and Art Centre
Das Mama Africa Women’s Museum and Art Centre, 2008 gegründet von der gambischen Künstlerin Isha Fofana, befindet sich in Batokunku im westafrikanischen Staat Gambia.
Die Kunstwerke Isha Fofanas werden im Rahmen kulturell bedeutender Exponate wie Masken, Skulpturen, Musikinstrumente, Kochgeschirr, Kleidung, Aussteuer und Schmuck ausgestellt, um die enge Verbindung afrikanischer Alltagskultur und Kunst zum Ausdruck zu bringen. Ziel des Museums ist es, der Frau in Afrika die gebührende Anerkennung zukommen zu lassen und ihre Geschichte für kommende Generationen erfahrbar zu machen.
Die Ausstellung erstreckt sich bis in den Garten, der als Schauplatz unzähliger Kunstwerke und verschiedener Veranstaltungen dient, wie der Nacht der Griots, Nacht der afrikanischen Geschichten und Kunstkursen zur Malerei, Schnitzerei, Batik, Töpfern und vielem mehr. Seit 2010 ist es jungen Frauen Gambias möglich, hier den Kunstunterricht zu besuchen, um durch das Erlernen verschiedener Handwerkstechniken eine Einkommensmöglichkeit zu erhalten. Mama Africa ist eine gemeinnützige, kulturelle Einrichtung und Teil des Women’s Museum-Netzwerks.